# NGC 5682
NGC 5682 је спирална галаксија у сазвежђу Волар која се налази на NGC листи објеката дубоког неба.
Деклинација објекта је + 48° 40' 13" а ректасцензија 14h 34m 45,1s. Привидна величина (магнитуда) објекта NGC 5682 износи 13,9 а фотографска магнитуда 14,7. Налази се на удаљености од 36,3000 милиона парсека од Сунца. NGC 5682 је још познат и под ознакама UGC 9388, MCG 8-27-2, CGCG 248-8, KUG 1432+488, IRAS 14329+4853, PGC 52107.